# ألبرت الرابع، دوق النمسا
ألبرخت الرابع دوق النمسا (19 سبتمبر 1377 - 14 سبتمبر 1404) كان دوق النمسا، بحيث أنه فرداً من أسرة هابسبورغ العريقة، فهو ابن الوحيد لألبرخت ذو الضفيرة وزوجته الثانية بياتريكس من نورمبرغ.
أصبح ألبرخت حاكماً على النمسا السفلى تقربياً ومعظم النمسا العليا، في حين الأراضي الأُخرى كانت تحت سيطرة أبناء عمه من فرع الليوبولديني، ومع ذلك دخل في مشاجرات معها من أجل هذا الجزء الذي يحتوي على أهم مدينة في الأراضي العائلة "فيينا"، وأيضا مع أفراد آل لوكسمبورغ فنتسل وسيغيسموند، وأيضا في 1398 قام بزيارة إلى الأراضي المقدسة مع بعض الفرسان والشعراء منهم أوسفالد فون فولكنشتاين، ومع ذلك عاد إلى فيينا في أواخر العام نفسه.
يعتبر ألبرخت من خلال جدته من والدته إليزابيث من مايسن سليل آل هوهنشتاوفن التي حكمت الإمبراطورية الرومانية المقدسة حتى 1250، وكذلك مملكة صقلية (في جنوب إيطاليا)، وكانت من أهم وأقوى الأسر في ذاك الوقت، وكذلك هو من خلال جدته سليل آل بابنبيرغ الأسرة التي كانت تحكم مارش النمسا ومن ثَّم دوقية النمسا.
توفي ألبرخت في کلوسترنویبورغ في النمسا السفلى في 1404، وخلفه ابنه الوحيد ألبرخت االخامس أصبح لاحقاً بعد زواجه من وريثة آل لوكسمبورغ ملك المجر وبوهيميا، ومن ثَّم انتخب ملك ألمانيا هو اللقب الذي فقدته الأسرة منذ وفاة جده الأكبر ألبرخت الأول في 1308، ومع ذلك بسبب وفاته المفاجئة في 1439 لم يتمكن له الحصول على اللقب الإمبراطوري، الذي ذهب إلى ابن عمه من سليل فرع الليوبولديني فريدرخ الثالث.

## الزواج والذرية
منذ 1381 أصبح مخطوب من يوهانا صوفي ابنة ألبرخت الأول دوق بافاريا ومارغريت من بريخ، كان هذا الزواج نتيجة لتسوية الخلاف بين والديهم، بحيث تعهد والدها بدفع 10000 بنس كمهر، وأيضا حصل على العديد من الحصون كضمان، أُقيم حفل زفاف في فيينا في 24 أبريل 1390، وانجبت له:-
- مارغريت (26 يونيو 1395 ، فيينا - 24 ديسمبر 1447)؛ تزوجت من هاينرخ السادس عشر دوق بافاريا، لهم ذرية.
- ألبرخت الثاني ملك ألمانيا (16 أغسطس 1397-27 أكتوبر 1439).